# Hrabia Kincardine
Hrabiowie Kincardine 1. kreacji (parostwo Szkocji)
- 1643–1662: Edward Bruce, 1. hrabia Kincardine
- 1662–1680: Alexander Bruce, 2. hrabia Kincardine
- 1680–1705: Alexander Bruce, 3. hrabia Kincardine
- 1705–1706: Alexander Bruce, 4. hrabia Kincardine
- 1706–1718: Robert Bruce, 5. hrabia Kincardine
- 1718–1721: Alexander Bruce, 6. hrabia Kincardine
- 1721–1740: Thomas Bruce, 7. hrabia Kincardine
- 1740–1740: William Bruce, 8. hrabia Kincardine
- 1740–1771: Charles Bruce, 9. hrabia Kincardine i 5. hrabia Elgin
- następni hrabiowie Kincardine, patrz: hrabia Elgin